# 阿爾托納 (科羅拉多州)
阿爾托納（英語：Altona）是位於美國科羅拉多州圓石縣的一個人口普查指定地區。

## 地理
阿爾托納的座標為40°08′02″N 105°16′58″W / 40.13389°N 105.28278°W，而該地最高點為海拔高度1701米（即5600英尺）。

## 人口
根據2010年美國人口普查的數據，阿爾托納的面積為4.5平方千米，當中陸地面積為4.4平方千米，而水域面積為0.1平方千米。當地共有人口501人，而人口密度為每平方千米111人。